# Vincenzo Talarico
Vincenzo Talarico (Acri, 28 aprile 1909 – Fiuggi, 16 agosto 1972) è stato un giornalista, sceneggiatore e attore italiano.

## Biografia
Nacque ad Acri il 28 aprile 1909 da Pasquale Matteo Tallarico e Raffaella Jonio in una famiglia della buona borghesia calabrese originaria di Lattarico e giunta ad Acri nei primi anni del XIX secolo, luogo nel quale cambierà il cognome da Tallarico in Talarico. Talarico si trasferì a Roma intorno agli anni trenta e lì iniziò la professione di giornalista. Fu critico teatrale e cinematografico, collaboratore ed inviato speciale di numerosi quotidiani, tra i quali Il Resto del Carlino, Il Messaggero, La Stampa, e soprattutto il Momento sera dove fu curatore della rubrica Il Gazzettino romano. Collaborò inoltre alle riviste Tempo Illustrato, Settimo Giorno, Epoca, L'Europeo, Vie Nuove, Le Ore e Il Travaso. Nel 1952 assunse la direzione del settimanale Il Cantachiaro. Si cimentò anche come scrittore satirico, pubblicando diversi romanzi che a partire dal 2003, su iniziativa della Fondazione Vincenzo Padula, iniziano ad essere ristampati. 
In qualità di giornalista fu al centro di una vicenda poco conosciuta: nel 1943, a Roma fu proprio lui a divulgare prematuramente la notizia dell'armistizio di Cassibile con gli Alleati, firmato il 3 settembre di quell'anno e reso noto il successivo 8 settembre, una data che ebbe poi, nel bene e nel male, conseguenze drammatiche per l'Italia. Il 29 agosto 1943 pubblicò in forma anonima sui quotidiani Il Messaggero e Corriere della Sera lo scoop della relazione tra Claretta Petacci e Benito Mussolini, definendo la prima "una ragazza volgarotta" e il secondo non menzionandolo mai per nome, ma con appellativi come "l'altissimo personaggio", "il capo del Governo" o "bibi". Di questa pubblicazione fu in un primo momento accusato dalla Petacci il giornalista Indro Montanelli, il quale rischiò anche la fucilazione.
Nel cinema esordì come sceneggiatore nel 1940 con il film Senza cielo, diretto da Alfredo Guarini. Nel 1953, si guadagnò un prezioso Nastro d'argento per la sceneggiatura di Anni facili (1953), di Luigi Zampa. Parallelamente avviò la sua carriera d'attore cinematografico, prestandosi per ruoli grotteschi ai limiti dell'assurdo, che sfruttavano la sua personalità e la sua parlantina a valanga, infarcita di retorica provinciale e di toni divertenti. Affetto da strabismo, affrontò spesso il ruolo dell'indemoniato avvocato difensore, convinto di abbindolare la giuria con toni enfatici e facondi, accesi e sopra le righe; il suo linguaggio tecnico forense era talmente valido da far credere che avesse fatto studi di giurisprudenza: molti gli si avvicinavano per chiedergli consigli legali.
Fra i suoi film figurano: Mio figlio professore (1946) di Renato Castellani, Dov'è la libertà...? (1954) di Roberto Rossellini, Il vigile (1960) di Luigi Zampa, Il mattatore (1960) di Dino Risi e I complessi (1965), nel terzo episodio diretto da Luigi Filippo D'Amico, in cui interpreta sè stesso. Si ricordano anche Il bigamo (1955) con Marcello Mastroianni, Un giorno in pretura (1953) di Steno, ma soprattutto Un americano a Roma (1954), il primo film di vero grande successo di Alberto Sordi, nel quale Talarico è un deputato presso cui lavora come cameriera la fidanzata di Nando Mericoni, l'"americano".
Attivo anche alla radio, come sceneggiatore dell'originale Lo Scialle di Lady Hamilton, e in televisione, quando scrisse con Ugo Pirro lo sceneggiato Luisa Sanfelice. Appare nel 1967 in Il Circolo Pickwick di Ugo Gregoretti. Nel 1963 gli venne assegnato il Premio Saint-Vincent per il giornalismo. Morì a 63 anni. Subito dopo la sua morte, il quotidiano Momento Sera indisse un "Premio Nazionale Vincenzo Talarico", la cui giuria era composta da amici del giornalista, tra i quali Eduardo De Filippo, Vittorio Gassman, Ercole Patti e Giancarlo Vigorelli.
Nel 2008 è stata  pubblicata una sua biografia: Vincenzo Talarico, un calabrese a Roma.

## Filmografia

### Attore
- Mio figlio professore, regia di Renato Castellani (1946)
- Non c'è pace tra gli ulivi, regia di Giuseppe De Santis (1950)
- Totò cerca pace, regia di Mario Mattoli (1954)
- Un giorno in pretura, regia di Steno (1954)
- Dov'è la libertà...?, regia di Roberto Rossellini (1954)
- Un americano a Roma, regia di Steno (1954)
- Piccola posta, regia di Steno (1955)
- I due compari, regia di Carlo Borghesio (1955)
- Il bigamo, regia di Luciano Emmer (1956)
- Il moralista, regia di Giorgio Bianchi (1959)
- Il vigile, regia di Luigi Zampa (1960)
- Sanremo - La grande sfida, regia di Piero Vivarelli (1960)
- Le ambiziose, regia di Antonio Amendola (1960)
- Il mattatore, regia di Dino Risi (1960)
- Oltraggio al pudore, regia di Silvio Amadio (1964)
- I complessi, episodio Guglielmo il dentone, (1965)
- Io, io, io... e gli altri, regia di Alessandro Blasetti (1966)

### Sceneggiatore
- Senza cielo, regia di Alfredo Guarini (1940)
- È caduta una donna, - (1941)
- La morte civile, regia di Ferdinando Maria Poggioli (1942)
- Il fanciullo del West, - (1942)
- Una piccola moglie, - (1943)
- Gli assi della risata, epis. L'ombrello smarrito, regia di Roberto Bianchi (1943) anche soggetto
- 11 uomini e un pallone, - (1948)
- Il lupo della Sila di Duilio Coletti (1949)
- Marechiaro di Giorgio Ferroni (1949)
- Il diavolo in convento, - (1950)
- Il brigante Musolino, - (1950)
- Anni facili, regia di Luigi Zampa (1953)
- Totò cerca pace, - (1954)
- Il medico dei pazzi, - (1954)
- Cento anni d'amore, - (1954)
- Amori di mezzo secolo, - (1954)
- Dov'è la libertà...?, regia di Roberto Rossellini (1954)
- Accadde al commissariato, - (1954)
- Pane, amore e gelosia, regia di Luigi Comencini (1954)
- Pane, amore e..., - (1955)
- Il bigamo, - (1956)
- Amaramente, regia di  Luigi Capuano (1956)
- Primo applauso, - (1957)
- Onore e sangue, - (1957)
- Il conte di Matera, - (1957)
- Il moralista, - (1959)
- Genitori in blue-jeans, regia Camillo Mastrocinque (1960)
- Gli anni ruggenti, - (1962)
- Io, io, io... e gli altri, - (1966)

## Opere
- Vita romanzata di mio nonno, novelle, Milano - Como, ed. Quaderni di poesia (1932), ripubblicato da HortusAcri Edizioni e Archivi Salvaguardia, Acri (2024) ISBN 979-12-985152-1-5
- Splendori e Miserie delle Sorelle Petacci, Napoli, D. Conte (1944) - con pseudonimo Mercutio
- Otto settembre letterati in fuga, Roma, Canesi (1965), ristampato da Rubbettino, Soveria Mannelli (2003) ISBN 88-498-0610-8
- I Passi Perduti, Genova, Immordino (1967)